# Comuna de Żerków
Żerków (polaco: Gmina Żerków) é uma gminy (comuna) na Polónia, na voivodia de Grande Polónia e no condado de Jarociński. A sede do condado é a cidade de Żerków.
De acordo com os censos de 2004, a comuna tem 10 599 habitantes, com uma densidade 62,2 hab/km².

## Área
Estende-se por uma área de 170,5 km², incluindo:
- área agrícola: 76%
- área florestal: 15%

## Demografia
Dados de 30 de Junho 2004:
|                      | Total   | Total | Mulheres | Mulheres | Homens  | Homens |
| -------------------- | ------- | ----- | -------- | -------- | ------- | ------ |
|                      | pessoas | %     | pessoas  | %        | pessoas | %      |
| População            | 10 599  | 100   | 5344     | 50,4     | 5255    | 49,6   |
| Densidade (pop./km²) | 62,2    | 100   | 31,3     | 31,3     | 30,8    | 30,8   |

De acordo com dados de 2002, o rendimento médio per capita ascendia a 1436,78 zł.

## Comunas vizinhas
- Czermin, Gizałki, Jarocin, Kołaczkowo, Kotlin, Miłosław, Nowe Miasto nad Wartą, Pyzdry